# Queen Bee Entertainment
Queen Bee Entertainment (ou International Rock Star (IRS) Records) é uma gravadora de propriedade da rapper e compositora americana Lil' Kim. Visando lançar LP's e mixtapes na lista do rótulo. O rótulo tem uma parceria de distribuição com Brookland Entertainment e Universal Music Group.

## Historia
Em 1999, Lil' Kim começou seu próprio rótulo, depois de ter sido contratado anteriormente para Bad Boy Records. Ela obteve ajuda de Sean "Puff Daddy" Combs com o início do IRS Records e levou todos os membros do Junior M.A.F.I.A. para o seu rótulo recém-criado. Em dezembro de 1999, Lil' Kim assinou a Atlantic Records, que concordou em providenciar distribuição para os artistas em seu rótulo privado. Depois de ser libertado da prisão em 2006, Kim estava pronta para ressuscitar sua carreira e o rótulo. Em dezembro de 2007, Kim juntou-se com Lance "Un", também conhecido como "Oncle Pauly" Rivera, juntamente com ShaKim Compère da Flavour Entertainment fundado por Queen Latifah, que seria gerenciar sua carreira e ser partes interessadas no rótulo. Graças a Un e ShaKim, Kim foi liberada de seu contato com a Atlantic Records. Em 2011, Lil Kim e o rótulo assinaram um novo acordo de distribuição com o Brookland Entertainment, que é um rótulo independente distribuído pela Republic Records. Em 2017, Lil' Kim e a gravadora assinaram um novo acordo de distribuição com a eOne Entertainment.